# 长安东站
长安东站是杭海城际铁路的一个车站，位于中华人民共和国浙江省嘉兴市海宁市长安镇长安路与桑亭路交叉口，于2021年6月28日正式启用。

## 车站结构

### 车站楼层
长安东站为高架三层侧式车站，站厅位于二层，站台位于三层。
| 3层  | 侧式站台，右侧开门 | 侧式站台，右侧开门                            | 侧式站台，右侧开门 | 侧式站台，右侧开门 |
|      |                    | █ 杭海城际 往临平南高铁站（长安（东方学院）） |                    |                    |
|      |                    | █ 杭海城际 往浙大国际校区（周王庙）           |                    |                    |
|      | 侧式站台，右侧开门 |                                               |                    |                    |
| 2层  | 站厅               | 售票机、客服中心、商店、警务室、安检设施      |                    |                    |
| 地面 | 出入口             |                                               |                    |                    |

### 出入口
本站有A、B两个出入口，非付费区互不相连。A出入口位于车站东北侧，B出入口位于车站西北侧。卫生间和垂直电梯均位于A口。
| 出口编号 | 出口标识 | 建议前往目的地 | 图片 |
| -------- | -------- | -------------- | ---- |
| A        |          |                |      |
| B        |          |                |      |
| 出口     |          |                |      |